# ایلته‌بانوو
ایلته‌بانوو (انگلیسی: Iltebanovo) یک شهرک در شهرستان اوچالینسکی استان باشقیرستان کشور روسیه است.